# Хольцбауэр, Игнац Якоб
Игнац Якоб Хольцбауэр (нем. Ignaz Jacob Holzbauer; 1711—1783) — австрийский композитор и дирижёр.

## Биография
Игнац Хольцбауэр родился 17 сентября 1711 года в Вене. Учился в Венском университете праву и теологии, музыке обучался самостоятельно. Вероятно, служил капельмейстером в Холлешау до 1742 года.
В 1742-1744 и 1746-1750 годах был дирижёром оркестра венского Бургтеатра, в промежутке жил в Италии. С 1751 года Хольцбауэр был придворным капельмейстером в Штутгарте, а с 1753 года — капельмейстером в Мангейме. Несколько раз приезжал в Италию: в 1757 году посетил Рим, в 1758 году — Турин, в 1759 году — Милан.
В 1778 году королевский двор и оркестр переехали из Мангейма в Мюнхен, однако Хольцбауэр остался там. В конце жизни оглох, однако это не помешало ему сочинять.
Игнац Хольцбауэр скончался 7 апреля 1783 года в Мангейме. В том же году была напечатана автобиография Хольцбауэра под названием «Kurzer Lebensbegriff» в журнале «Magazin für Musik».
Занимался педагогической деятельностью, среди его учеников Франц Покорны.

## Творчество
Хольцбауэр был одним из видных представителей мангеймской классической школы и предклассического стиля. Его произведения высоко ценились Моцартом. Наиболее значима оперная музыка Хольцбауэра. Итальянские оперы представляют меньший интерес по сравнению с немецкими. Извейстнейшая из немецких опер композитора — трёхтактная опера «Гюнтер фон Шварцбург», написанная на основе немецкой истории и являющаяся прообразом немецкой романтической оперы. Писал также балеты и пантомимы, инструментальную музыку. В творчестве Хольцбауэра заметно влияние Иоганна Йозефа Фукса (по его учебнику композитор учился) и Яна Стамица.

## Сочинения
- Оперы:

- «Сын леса» (Шветцинген, 1753)
- «Необитаемый остров» (Шветцинген, 1754)
- «Ипсифила» (Мангейм, 1754)
- «Дон Чискотте» (Шветцинген, 1755)
- «Свадьба Ариадны» (Мангейм, 1756)
- «Китайцы» (1756)
- «Милосердие Тита» (Мангейм, 1757)
- «Нитетти» (Турин, 1758)
- «Александр в Индии» (Милан, 1759)
- «Ипполит и Арисия» (Мангейм, 1759)
- «Адриан в Сирии» (Мангейм, 1768)
- «Гюнтер фон Шварцбург» (Мангейм, 1777)
- «Танкред» (Мюнхен, 1783)

- Оратории:

- 1-я (1754)
- 2-я (1757)
- 3-я (1760)
- 4-я (1766)

- 21 месса
- 65 симфоний
- 3 дивертисмента для струнного квинтета
- 21 трио
- Сонаты
- Мотеты
- Пантомимы

## Указатели
- Указатель изданий и тематический указатель симфоний в «DTB» BdIII,, TI 1. Составлен в 1902 году Гуго Риманом.
- Указатель изданий и тематический указатель камерной музыки в «DTB», Bd XVI. Составлен в 1916 году Риманом.